# 남강 (평안남도)
남강(南江)은 평안남도 양덕군 거차령의 남쪽 경사면에서 발원하여 양덕군, 황해북도 신평군을 거쳐 연산군과 평양시 강동군, 승호구역과 상원군의 경계를 지나 사동구역 금탄리와 승호구역 이천리 사이에서 대동강에 유입되는 강. 대동강의 제1지류이다. 대동강의 지류들 가운데서 가장 긴 강으로서 길이는 200.5km, 유역면적은 3,992.5㎢, 유역의 평균너비는 19.9km, 강바닥의 물매는 2.6%, 하천망의 밀도는 0.40km/㎢, 굽음률은 2.36이다.
대동강 기본 줄기를 북강이라고 하는데 반하여 그 남쪽으로 흐르는 강이라 하여 남강이라 불렀다 한다.

## 특징
주요 지류는 상원강(42.1km), 배미천(44.7km), 용천(55.4km), 봉명천(41.0km),  곡산천(37.6km), 두무강(33.0km), 선암천(34.2km), 약수천(44.0km), 송강천(32.0km) 등이다. 유역은 버섯처럼 상류폭이 넓고 중류부 아래는 비교적 균등한 형태를 이루고 있다. 지류들은 나뭇가지형으로 뻗어 있다. 유역의 대부분이 중산성 및 저산성 산지이며 대체로 북동부가 높고 서쪽으로 가면서 점차 낮아지는 지형을 이루고 있다.